# رویخی
رویَخی نوعی دسر شیرین و سرد است که تا چند دههٔ پیش مانند بستنی و پالوده در خیابان بفروش می‌رسید. از این جهت رویَخی می‌نامند چون آن را در سینی‌های کوچک روی یخ می‌گذاشتند تا سرد شود و هنگام خوردن شربت غلیظ و هل و گلاب روی آن می‌ریختند. در تهیه آن از آردبرنج، نشاسته، شیر، شیرهٔ انگور و هل و گلاب استفاده می‌شود.